# Asger Jorn
Asger Jorn, właściwe Asger Oluf Jørgensen (ur. 3 marca 1914 w Vejrum na Jutlandii, zm. 1 maja 1973 w Aarhus) – duński artysta.
W 1936 opuścił Danię, wyjechał do Francji, by przyłączyć się w Paryżu do prowadzonej przez Fernanda Légera Académie Contemporaine (Akademii Współczesnej).
W czasie II wojny światowej, podczas okupacji nazistowskiej w Danii, działał w komunistycznym ruchu oporu, a także współtworzył grupę artystyczną Høst.
Kiedy po wojnie środowiska lewicowe zostały podporządkowane Duńskiej Partii Komunistycznej, a wszelka myśl krytyczna zaczęła podlegać ocenzurowaniu, Jorn – na znak protestu – opuścił partię (choć pozostał wierny ideologii komunistycznej przez całe swoje życie); powrócił do Paryża, tam wraz z m.in. Christian Dotremontem, Karelem Appelem, Constantem, Corneillem i Carl-Henning Pedersenem założył międzynarodową grupę artystyczną Cobra.
Następnie, po rozwiązaniu grupy, stał się jednym z inicjatorów powstałej z połączenia Francuskich Letrystów (Internationale lettriste) i Londyńskiego Towarzystwa Psychogeograficznego (London Psychogeographical Association) Międzynarodówki Sytuacjonistycznej (Situationist International).
Początkowo malował ekspresjonistyczne pejzaże i portrety, lecz w latach 30. zaczął skłaniać się ku abstrakcji. Inspirował się pracami W. Kandinskiego, Paula Klee oraz Joana Miró. Stosował technikę automatyzmu, nakładając na płótno grube warstwy farby, tworząc układy pogmatwanych linii.